# Bo Holmlund

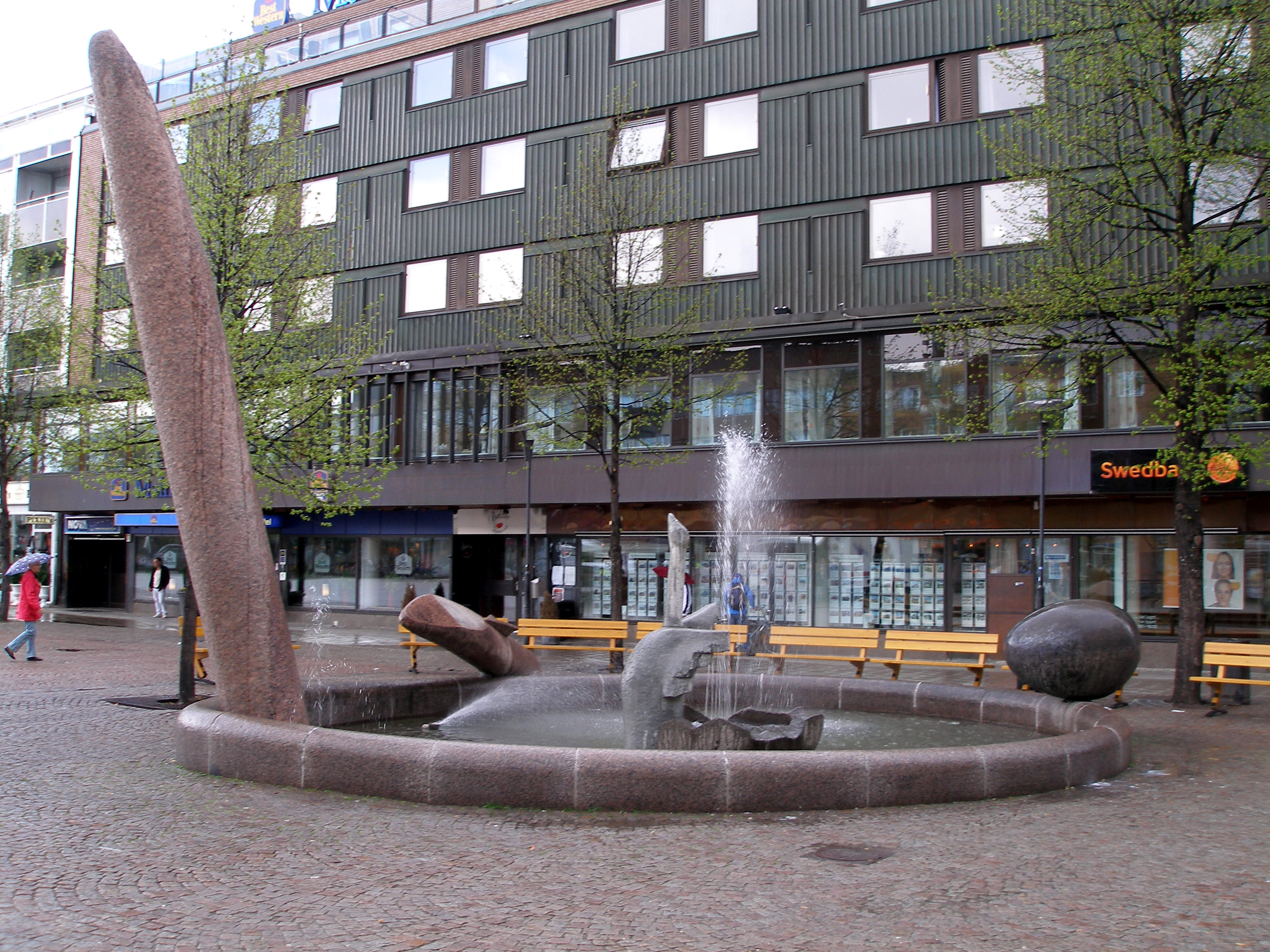
Lyftet i Skellefteå

Bo Holmlund, född 1935 i Skellefteå, död 2013 i Ånäset, Robertsfors var en svensk skulptör. Han var son till konstnären Helge Holmlund. 
Han är bland annat känd för att ha gjort Lyftet - en ankdamm i utveckling, en omdiskuterad skulptur på Guldtorget i centrala Skellefteå. Ytterligare skulpturer av Holmlund finns även i Haparanda, Borlänge och Porjus.